# Aucula
Aucula is een geslacht van vlinders van de familie Uilen (Noctuidae), uit de onderfamilie Agaristinae.

## Soorten
- A. azecsa Todd & Poole, 1981
- A. buprasium Druce, 1897
- A. byla Todd & Poole, 1981
- A. ceva Todd & Poole, 1981
- A. dita Todd & Poole, 1981
- A. dolens Druce, 1904
- A. exiva Todd & Poole, 1981
- A. fernandezi Todd & Poole, 1981
- A. fona Todd & Poole, 1981
- A. franclemonti Todd & Poole, 1981
- A. gura Todd & Poole, 1981
- A. hilzingeri Berg, 1882
- A. hipia Todd & Poole, 1981
- A. ivia Todd & Poole, 1981
- A. jenia Todd & Poole, 1981
- A. josioides Walker, 1862
- A. kimsa Todd & Poole, 1981
- A. lolua Todd & Poole, 1981
- A. magnifica Schaus, 1904

- A. munroei Todd & Poole
- A. nakia Todd & Poole, 1981
- A. otasa Todd & Poole, 1981
- A. picta Draudt, 1919
- A. psejoa Todd & Poole, 1981
- A. schausi Jörgensen, 1935
- A. sonura Todd & Poole, 1981
- A. tricuspis Zerny, 1916
- A. trita Druce, 1910
- A. tusora Todd & Poole, 1981
- A. usara Todd & Poole, 1981